# Helwan HA-300
Helwan HA-300 (tiếng Ả Rập: حلوان ٣٠٠) là một loại máy bay tiêm kích phản lực siêu âm được phát triển ở Ai Cập trong thập niên 1960. Nó được thiết kế bởi kỹ sư nổi tiếng người Đức là Willy Messerschmitt. Tây Ban Nha và Ấn Độ cũng tham gia một số giai đoạn trong chương trình phát triển. HA-300 là một đề án đầy tham vọng đối với Ai Cập, nhằm mở rộng ngành công nghiệp quốc phòng của nước này. Có 3 mẫu thử được chế tạo trước khi đề án bị hủy bỏ vào năm 1969.
Mẫu thử đầu tiên được phục hồi vào năm 1991 và giờ được trưng bày ở Bảo tàng Deutsches ở Munich (Flugwerft Schleißheim).

## Thiết kế và phát triển

### Bối cảnh
Sau Chiến tranh thế giới II, Willy Messerschmitt bị cấm nhận bất kỳ việc nghiên cứu hay phát triển liên quan tới quân đội Đức, bao gồm cả chế tạo máy bay cho đến tận năm 1955. Do đó ông chuyển tới Tây Ban Nha và mở công ty hàng không Hispano Aviación và bắt đầu thiết kế một máy bay tiêm kích cực nhẹ vào năm 1951. Công việc tiến triển rất chậm chạp và Messerschmitt chỉ có thể chế tạo một tàu lượn bằng gỗ có dạng tam giác không có đuôi. Chiếc tàu lượn này bay được nhờ một chiếc He-111 kéo, thử nghiệm bay cho tàu lượn không được hoàn thành do tính không ổn định và nó chưa bao giờ có thể bay tốt. Do vấn đề ngân sách và thời gian phát triển dài, đề án bị Tây Ban Nha hủy bỏ năm 1960.
Thiết kế nà sau đó đã được Ai Cập mua lại, đội thiết kế do Messerschmitt đứng đầu đã chuyển tới Helwan, Ai Cập và tiếp tục làm việc với HA-300 hay Helwan Aircraft 300. Một chuyên gia động cơ phan lực người Áo là Ferdinand Brandner cũng được mời phát triển động cơ tuabin cho mẫu tiêm kích mới này. Mục tiêu của Ai Cập là một mẫu máy bay tiêm kích một chỗ, siêu âm hạng nhẹ và có thể dùng làm máy bay tiêm kích đánh chặn cho Không quân Ai Cập.

### HA-300

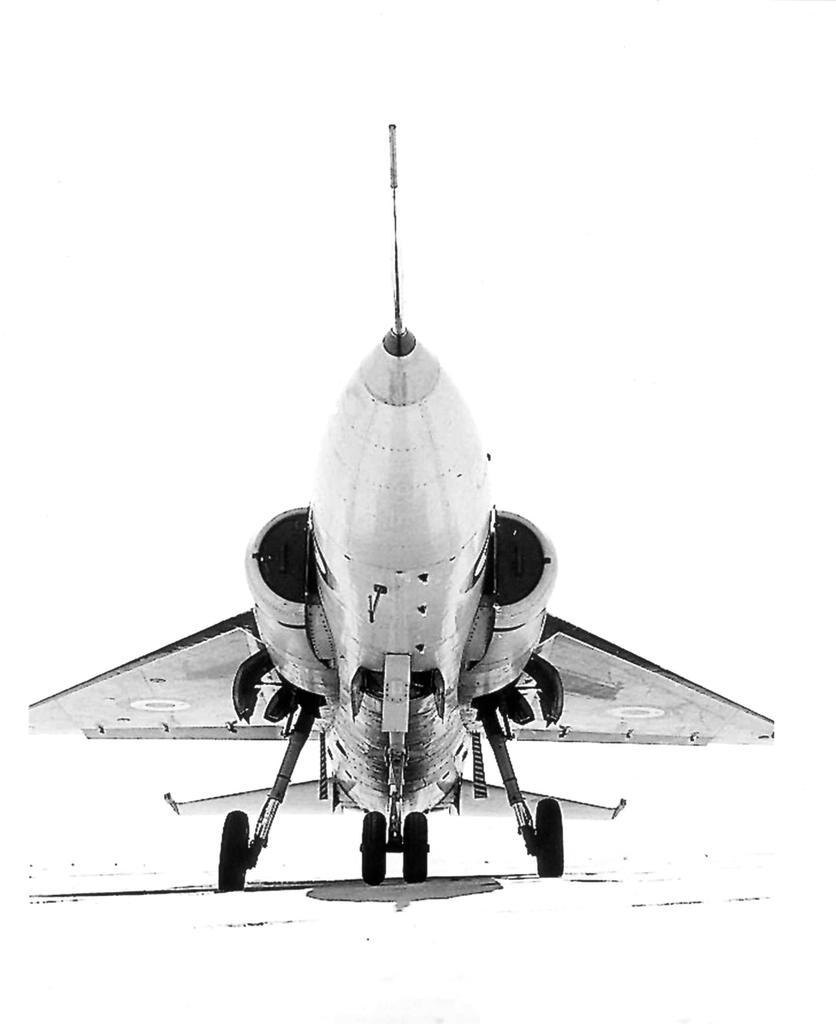
HA-300 nhìn từ dưới lên

Việc phát triển của HA-300 bắt đầu tại Nhà máy số 36 ở Helwan, nằm về hướng đông nam Cairo, dưới sự giám sát của Tổ chức hàng không Ai Cập (EGAO). HA-300 ban đầu được thiết kế sử dụng động cơ tuabin đốt tăng lực Orpheus BOR 12, nhưng sau đó chuyển sang dùng động cơ Brandner E-300. Ấn Độ cũng tham gia đóng góp tiền vào ngân sách phát triển động cơ phản lực E-300 nhằm tìm kiếm động cơ mới cho loại máy bay HF-24 Marut của mình. The E-300 jet engine ran for the first time in July 1963.
Mẫu thử đầu tiên của HA-300 trang bị động cơ Orpheus Mk 703-S-10 có lực đẩy 2.200 kgp, bay lần đầu ngày 7/3/1964, và đạt tới vận tốc Mach 1,13. Ai Cập đã gửi 2 phi công tới Ấn Độ vào năm 1964 để chuẩn bị cho các chuyến bay của HA-300. Mẫu thử thứ hai trang bị động cơ Orpheus bay ngày 22/7/1965. Mẫu thử thứ ba và là mâu thử cuối cùng lắp động cơ E-300, người ta hi vọng động cơ này có thể giúp máy bay đạt độ cao 12.000 m và vận tốc Mach 2,0 chỉ sau 2,5 phút cất cánh. Mẫu thử này không được bay thử mà chỉ dùng trong các thử nghiệm chạy đà dưới mặt đất.
Tổng cộng 135 triệu bảng Ai Cập đã được đầu tư vào đề án này, động cơ E-300 sau đó được gửi cho chính phủ Ấn Độ để sử dụng cho loại tiêm kích HF-24 Marut.

### Chấm dứt đề án
Sau thất bại trong Chiến tranh 6 ngày, Ai Cập cần thêm ngân sách để mua máy bay mới và hệ thống phòng không mới, các máy bay tiêm kích của Nga là lựa chọn tối ưu, nên chính phủ Ai Cập đã chấm dứt đề án HA-300 vào tháng 5/1969.

## Những chiếc còn sót lại
Mẫu thử HA-300 đầu tiên được công ty Daimler-Benz Aerospace AG (DASA) vào năm 1991 và được chuyển tới Đức để phục hồi tại Manching. Quá trình khôi phục HA-300 khiến MBB mất 5 năm rưỡi để hoàn thành và ngày nay chiếc HA-300 này được trưng bày tại bảo tàng Deutsches Museum Flugwerft Schleissheim tại Oberschleißheim gần Munich.

## Quốc gia sử dụng
Ai Cập
- Không quân Ai Cập

## Tính năng kỹ chiến thuật (HA-300)

### Đặc điểm riêng
- Tổ lái: 1
- Chiều dài: 12,4 m (40 ft 8 in)
- Sải cánh: 5,84 m (19 ft 2 in)
- Chiều cao: 3,15 m (10 ft 4 in)
- Diện tích cánh: 16,7 m2 (180 sq ft)
- Trọng lượng rỗng: 2.100 kg (4.630 lb)
- Trọng lượng có tải: 5.443 kg (12.000 lb)
- Động cơ: 1 động cơ tuabin Bristol Orpheus 703 hoặc Brandner E-300, lực đẩy 21,6 kN (4.900 lbf) (Orpheus)

### Hiệu suất bay
- Vận tốc cực đại: Orpheus 703 - Mach 1,7 (1300 mph) / E-300 - Mach 2,1 (1611 mph)
- Tầm bay: 1.400 km (870 mi; 756 nmi)
- Vận tốc lên cao: 203 m/s (40.000 ft/phút)

### Vũ khí
- 2 pháo Hispano 30 mm hoặc 4 pháo Nudelman-Rikhter NR-23 23 mm
- 4 tên lửa không đối không

### Máy bay có tính năng tương đương
- Dassault Mirage V
- Folland Gnat
- F-5 Freedom Fighter